# Sant Pere de Viladecavalls
|  | Per a altres significats, vegeu «Sant Pere de Viladecavalls (església nova)». |

Sant Pere de Viladecavalls és una església del poble de masies disperses de Viladecavalls de Calders, del terme municipal de Calders, al Moianès. Es tracta del temple vell, abandonat i en ruïnes, al sud-oest i a ran de la masia del Llucià. És una obra inclosa en l'Inventari del Patrimoni Arquitectònic de Catalunya.

## Descripció
És una església encarada vers el llevant. Té un portal d'entrada adovellat, de mig punt i amb una sanefa decorativa al seu voltant. Hi ha una rosassa adovellada sobre la porta d'entrada. Adossat a la part de migdia hi havia la rectoria, avui enrunada. L'interior està dividit en tres naus, separades per columnes amb arcs de mig punt. La coberta actual és d'uralita; l'original era de volta, amb cúpula. El campanar descansa sobre la nau esquerra. Té dues gàrgoles, una a banda i banda de la part superior del campanar. El material constructiu utilitzat, les arestes de les parets, portal i rosassa, carreus ben escairats. La resta és reble.

## Història
Aquest edifici s'assenta sobre un de romànic que va ser construït prop la "Vila de Cavalls", coneguda des del 965, església que va ser refeta completament al segle xviii, i és d'aquesta de la que en queden els restes descrits. Una llinda la datava del 1780. Era l'església parroquial de Sant Pere de Viladecavalls, aleshores un poble format per unes poques cases disseminades. És prop de la masia del "Llucià", que avui l'utilitzen de pallissa. El 1936 va ser cremada, i a l'haver-hi ja aleshores format el nucli de la Colònia Tèxtil de Sant Pere de Viladecavalls, es va decidir construir una església més propera a l'anomenat nucli, deixant aquesta inutilitzada.